# Madrid (diario)
Madrid fue un periódico español, de carácter vespertino, que se editó en Madrid entre 1939 y 1971. Publicación de ideología franquista en sus primeros tiempos, con posterioridad adoptó una línea editorial independiente. Tras mantener varios conflictos con las autoridades, estas procedieron a su clausura en 1971.

## Historia
Fue fundado el 8 de abril de 1939 por el periodista Juan Pujol Martínez.
Juan Pujol era un conocido personaje que durante la Segunda República había dirigido el diario vespertino de orientación derechista Informaciones (propiedad de Juan March) y había sido diputado en las listas de la CEDA, optando y obteniendo una de las pocas licencias de apertura de periódicos que se concedieron tras el final de la guerra civil española. Madrid comenzó su andadura el 8 de abril de 1939 en los locales expropiados al Heraldo de Madrid y El Liberal, y cedidos a Pujol en alquiler, como agradecimiento a su apoyo al «alzamiento». En sus inicios, fue un periódico modesto, sin grandes aspiraciones. Durante la Segunda Guerra Mundial el diario habría mantenido una postura pronazi, compitiendo directamente con el también Informaciones. En estos años habría tenido una tirada de 55.000 ejemplares.
A finales de la década de 1950 alcanzó una tirada de 60.000 ejemplares. Sin embargo la sede pronto se queda corta por la rápida expansión del diario, y en 1947 se traslada la redacción al número 92 de la calle General Pardiñas, en un nuevo y vistoso edificio de estilo neobarroco, haciendo esquina con la calle Maldonado.
En 1962, la cabecera es adquirida por la sociedad Fomento de Actividades Culturales, Económicas y Sociales (FACES), integrada por diferentes corrientes afines al régimen franquista. En 1966, Rafael Calvo Serer, notable miembro del Opus Dei y partidario de Juan de Borbón, se hace con el control de la empresa editorial y nombra a Antonio Fontán director del periódico. Es en esa época cuando un excelente plantel de periodistas comienza a trabajar en la redacción del diario Madrid: Miguel Ángel Aguilar, José Oneto, José Vicente de Juan o Alberto Míguez.
A partir de ese momento, Madrid se convierte en un referente de las corrientes aperturistas que empezaban a despuntar en el crepúsculo de la dictadura. Es el periódico más destacado de la llamada «prensa independiente» —junto con Nuevo Diario y El Alcázar— y se caracteriza por la expresión de ideas propias con frecuencia muy críticas con el régimen. Comienzan también de manera tímida y sutil a reclamar una mayor apertura democrática y una mejor defensa de las libertades y los derechos individuales.
Esta nueva línea editorial le provocó graves dificultades con el Gobierno. Un artículo de Calvo Serer, publicado en 1968, en el que de manera indirecta y mediante una sutil comparación con Charles De Gaulle, demandaba la retirada del poder de Francisco Franco, dio lugar a la suspensión del diario durante dos meses. El artículo Retirarse a tiempo. No al general De Gaulle decía lo siguiente:

Se ha encontrado, anciano y queriendo mantenerse en el gobierno, con una crisis que puede acabar con él sin haber abordado a tiempo ni la organización del partido que pueda continuar su obra, ni la preparación adecuada de su posible sucesor. [...] España mantiene una semejanza de situaciones sociales y políticas con el vecino país. Si a Francia se le presenta el problema de la sucesión de De Gaulle y del régimen de la V República, también con estas características está planteado en España.

A medida que aumentaba la presión gubernamental, impulsada por Manuel Fraga Iribarne, se desencadenaba una crisis empresarial, al producirse un enfrentamiento entre el director Calvo Serer y un sector de los accionistas encabezado por Luis Valls-Taberner, en un momento en el que como telón de fondo caían las ventas y la situación económica se hacía delicada.
Fue clausurado el 25 de noviembre de 1971. Con la excusa de supuestas irregularidades en la financiación de la empresa editora, el Gobierno procedió a la cancelación del periódico y prohíbe su publicación. Las razones aportadas por la Administración fueron rechazadas en una dura nota por doce procuradores familiares a las Cortes, cuestionando su legalidad y coherencia de ellas, proclamando que la diversidad informativa era fundamental. En las semanas siguientes se sucedieron frenéticas negociaciones, en las que incluso entraron órganos oficiales como los Sindicatos, para proceder a su reapertura pero no fructificaron. Finalmente, tras fracasar el último intento, el 4 de febrero de 1972 se acordó la disolución de la editora.
Pese a las batallas judiciales que se sucedieron, el diario se vio obligado a vender su patrimonio para hacer frente a las deudas contraídas. El inmueble de la sede, en la esquina de las calles General Pardiñas y Maldonado, es adquirido por la inmobiliaria SAGAR, que planea construir en el solar un edificio de apartamentos. Finalmente, el 24 de abril de 1973 se procedió a volar la sede del rotativo (un edificio de tan sólo 25 años de antigüedad), en un acto simbólico que suponía dar por zanjada una de las primeras incursiones en el terreno de los principios democráticos durante los años de la dictadura.
La Fundación Diario Madrid otorga anualmente el Premio de Periodismo Diario Madrid, que anteriormente se llamaba Premio Rafael Calvo Serer.